# Dixon Boardman
Dixon H. Boardman (Nutley, 26 marzo 1880 – Beverly Hills, 16 ottobre 1954) è stato un velocista statunitense.
Boardman rappresentò l'Università di Yale nei tornei intercollegiali di atletica.
Prese parte ai Giochi olimpici di Parigi del 1900 nelle gare dei 100 metri piani e 400 metri piani. Nella prima gara fu eliminato in semifinale mentre nei 400 metri si qualificò per la finale ma si ritirò perché essa si disputava di domenica.